# Межёнеляй
Межёнеляй (лит. Mėžionėliai) — село в восточной части Литвы. Входит в состав Швенченеляйского староства Швянчёнского района. По данным переписи Литвы 2011 года, население Межёнеляя составляло 104 человека. В селе имеется библиотека (основана в 1958 году).

## География
Село расположено в центральной части района. Примыкает к юго-восточной части города Швенченеляй.

## Известные уроженцы
8 декабря 1931 года в Межёнеляе родилась Мария Милювене, литовский этнолог, доктор гуманитарных наук.

## Население
| 1905                           | 1931 | 1959 | 1970 | 1979 | 1986 | 1989 | 2001 | 2011 |
| ------------------------------ | ---- | ---- | ---- | ---- | ---- | ---- | ---- | ---- |
| 362                            | 306  | 118  | 129  | 125  | 122  | 133  | 117  | 104  |
| Гистограмма динамики населения |      |      |      |      |      |      |      |      |